# 1972年ミュンヘンオリンピックのポーランド選手団
1972年ミュンヘンオリンピックのポーランド選手団（1972ねんミュンヘンオリンピックのポーランドせんしゅだん）は、1972年8月26日から9月11日にかけて西ドイツのミュンヘンで開催された1972年ミュンヘンオリンピックのポーランド選手団、およびその競技結果。

## 概要
今大会は金メダル7個、銀メダル5個、銅メダル9個の合計17個のメダルを獲得した。

## メダル
| メダル | 選手名                     | 競技 | 種目           |
| ------ | -------------------------- | ---- | -------------- |
| 金     | ウラディスラフ・コマール   | 陸上 | 男子砲丸投     |
| 銀     | アントニー・ザイコフスキー | 柔道 | 男子70kg以下級 |
| 銅     | リシャルド・カトース       | 陸上 | 男子十種競技   |
| 銅     | イレーナ・シェビンスカ     | 陸上 | 女子200m       |